# Tomislav Donchev
Tomislav Peïkov Donchev (Томислав Пейков Дончев, en bulgare), né le 6 août 1973 à Gabrovo, est un homme politique bulgare, membre des Citoyens pour le développement européen de la Bulgarie (GERB). 
Il est vice-Premier ministre entre 2014 et 2021, et depuis janvier 2025.

## Biographie

### Formation et vie professionnelle
En 1997, il obtient une maîtrise de journalisme à l'université Saint-Cyril et Saint-Method de Veliko Tarnovo, puis se spécialise en science politique. Il travaille ensuite comme journaliste et universitaire, entreprenant ensuite une carrière de consultant. Il est recruté en 2004 par l'Open Society Institute.

### Vie politique
Il est élu maire de Gabrovo le 21 mars 2007. Le 18 mars 2010, il est investi ministre sans portefeuille de Bulgarie, chargé de l'Utilisation des Fonds communautaires, par l'Assemblée nationale par 130 voix contre 56. Contrairement aux annonces faites deux semaines plus tôt par Boïko Borissov, il ne devient donc pas vice-Premier ministre. Il est remplacé, le 12 mars 2013, par Iliyana Tsanova.
Le 25 mai 2014, tête de liste du GERB, il est élu député européen. Il démissionne le 6 novembre suivant, après avoir été nommé vice-Premier ministre, chargé des Fonds européens et de la Politique économique dans le gouvernement de coalition de Boïko Borissov.